# Марія (новела)
«Марія»  — новела українського письменника Василя Стефаника, була присвячена світлій пам'яті Івана Франка, який 28 травня того року помер .
Це історичний твір, написаний у яскравій експресіоністичній манері. Час написання новели «Марія»— друга половина 1916 року. Вперше надруковано у «Віденському ілюстрованому альманасі на 1917 рік»– кривавого року, в альманасі, що його видавав Ярослав Веселовський — критик, публіцист і видавець ліберального напрямку (1881—1917). У 1926 році новела включена до збірки «Земля».

## Історія написання
Влітку 1914 р. розпочалася Перша світова війна. Західноукраїнські землі зразу ж стали тереном кривавих боїв. Їх захоплювала то російська царська армія, то знов поверталися австро — німецькі війська. Люди гинули від куль, голоду й пошестей. Австрійські військові власті знали про симпатії певної частини населення до російських військ. Багатьох власті арештовували і вішали чи заганяли в концентраційні табори на важкі роботи й голодну смерть. Міста і села вкрилися шибеницями та згарищами. Коли в лютому 1915 р. до міста Русів знову повернулась австрійська армія, Василя Стефаника арештували, звинувативши у шпигунстві. Багато зусиль доклали друзі, щоб урятувати його від розправи. Допомогло те, що він був депутатом від радикалів Покуття в австро — угорському парламенті. Деякий час письменникові довелося жити у Відні.
Після тривалого мовчання (12 років нічого не виходило з — під пера Василя Стефаника) і лише під впливом вражень подій Першої світової війни — нової світової трагедії, що розігралася на полях Галичини,— знову народилося слово письменника. Першим було написано оповідання часів війни «Марія» (1916 р.).

## Сюжет
Уже сива Марія сиділа на приспі і згадувала минуле. На її думку дівчата взагалі не повинні народжуватися, бо одні вже в землі, а інші в шинках. Вона навіть своїх двох дочок закопала в потайничок, коли дізналася, що до села ідуть нові козаки.
Маріїна хата стара, облупана і обдерта. Її сини на війні.
Марію полонили спогади про щасливу минувшину: про працю в полі, про діточок маленьких, про коханого чоловіка. Вона згадувала й ті часи, коли її сини вже підросли. Вони пішли до школи. Потім, за бунт, їх ув'язнили, але це зрівняло Марію з матерями панів, що також їхали до своїх дітей до Львова. На канікулах у домі часто було багато товаришів її синів. Завжди було шумно й весело. Вони співали, читали книги, а її серце раділо.
З початком війни два старші сини зібралися до війська. Найменший теж хотів іти. Уже перед відходом вона взяла ніж і сказала, що вб'є себе, якщо наймолодший Дмитро не лишиться з нею.
Очунявши після спогадів, Марія зрозуміла, що лишилася одна, що її діти ніколи уже не повернуться до неї.
Люди здуріли. Горів увесь світ. Була війна. Усе всіяне трупами. Найменшого Маріїного сина забрали в Сибір, бо він назвав царя катом. Чоловік повіз офіцерів і не повернувся.
Усі ці спогади перервали козаки, що просилися до її хати на перепочинок. Після довгих вмовлянь, вона все ж впустила їх. З їжі у неї був тільки хліб. Стягуючи з полиці буханку, козак скинув портрет Шевченка. Марія одразу заховала його в пазуху і сказала, що навіть якщо вони битимуть її, як попередні гості, не бачити їм малюнка. Тоді наймолодший козак поцілував їй руку і сказав, що вони лише хочуть віддати належну шану Шевченку. Козаки поклали два хліба, портрет, і прикрасили все вишитими хустинками, що їм їх дружини дали перед відходом. Після цього Марія зрозуміла, що то і є ті «українці», котрих її сини так любили.
Щоб вшанувати Тараса, козаки заспівали. Коло хати зібралися люди. Пісня гоїла серце Марії, повертала в приємні часи. Коли хлопці закінчили, вона не могла навіть поворухнутися.
Молода дівчина Катерина розповіла козакам про Маріїну тяжку долю. Тоді підійшла ближче і шепнула, що цей спів нагадав жінці її синів, і краще її не будити, хай їй здається, що це її діти тут з нею, за якими вона тужить.